# Bildstein
Bildstein là một đô thị thuộc huyện Bregenz thuộc bang Vorarlberg, Áo. Đô thị Bildstein có diện tích 9,14 km², dân số thời điểm năm 2006 là 768 người.